# Going to Where the Tea-Trees Are
 (janvier 2022).
Albums de Peter von Poehl
May Day
(2009)
Singles
1. The Story of The Impossible
Sortie : 2006
2. Going to Where the Tea-Trees Are
Sortie : 2006

Going to Where the Tea-Trees Are est le premier album de l'auteur-compositeur-interprète suédois Peter von Poehl, sorti en mai 2006.
Initialement édité par le label français tôt Ou tard, la publication suit, à l'étranger, par différents labels indépendants internationaux tels que Bella Union (Royaume-Uni), Herzog Records (de) (Allemagne), World's Fair (États-Unis) et Speak n Spell Music (en) (Australie).

## Liste des titres
Toutes les chansons sont écrites et composées par Peter von Poehl.
| 1.    | Going to Where the Tea-Trees Are | 3:44 |
| 2.    | Tooth Fairy                      | 1:33 |
| 3.    | Travelers                        | 3:09 |
| 4.    | Virgin Mountains                 | 1:49 |
| 5.    | A Broken Skeleton Key            | 3:07 |
| 6.    | Global Conspiracy                | 4:26 |
| 7.    | Scorpion Grass                   | 2:39 |
| 8.    | The Story of the Impossible      | 3:38 |
| 9.    | Tooth Fairy, Part II             | 2:11 |
| 10.   | The Lottery                      | 3:31 |
| 11.   | Little Creatures                 | 4:41 |
| 12.   | The Bell Tolls Five              | 5:39 |
| 40:08 |                                  |      |

### Dans les médias
Le titre The Story of The Impossible est choisi par la marque de papeterie Clairefontaine pour accompagner ses spots publicitaires diffusés en 2007. Il se retrouve dans les films français L'Arnacœur (2010), Hippocrate (2014) et pendant le générique de fin d'En roue libre (2022). Cette chanson est également utilisée dans la série HPI pour clore l'épisode Mosaïque (Saison 4, épisode 7).
Le titre The Bell Tolls Five est utilisé dans la scène finale du film La guerre est déclarée (2011). Cette chanson est également utilisée tout au long des Jeux olympiques de Londres comme générique de fin du résumé quotidien de Julien Hérichon, sur France Télévisions.

## Crédits
| - Peter von Poehl : chant - Christoffer Lundquist : basse, claviers, saxophone, guitare, flûte, chœurs - Karin Sandén Berg : violoncelle - Jens Jansson, Oscar Berven : batterie - Felix Niklasson : claviers - Klas Nilsson : trompette, trombone, tuba, cor d'harmonie | - Production, enregistrement : Christoffer Lundquist, Peter von Poehl - Mixage : Christoffer Lundquist - Mastering : Douglas Henderson - Artwork, illustrations : Charlotte von Poehl - Design : Alberto Cabrera |